# 링크 & 코 900
링크 & 코 900(영어: Lynk & Co 900, 중국어 간체자: 领克900, 병음: Lǐng kè 900)은 링크 & 코에서 2025년에 출시된 플러그인 하이브리드 풀 사이즈 럭셔리 크로스오버 SUV이다.

## 개요

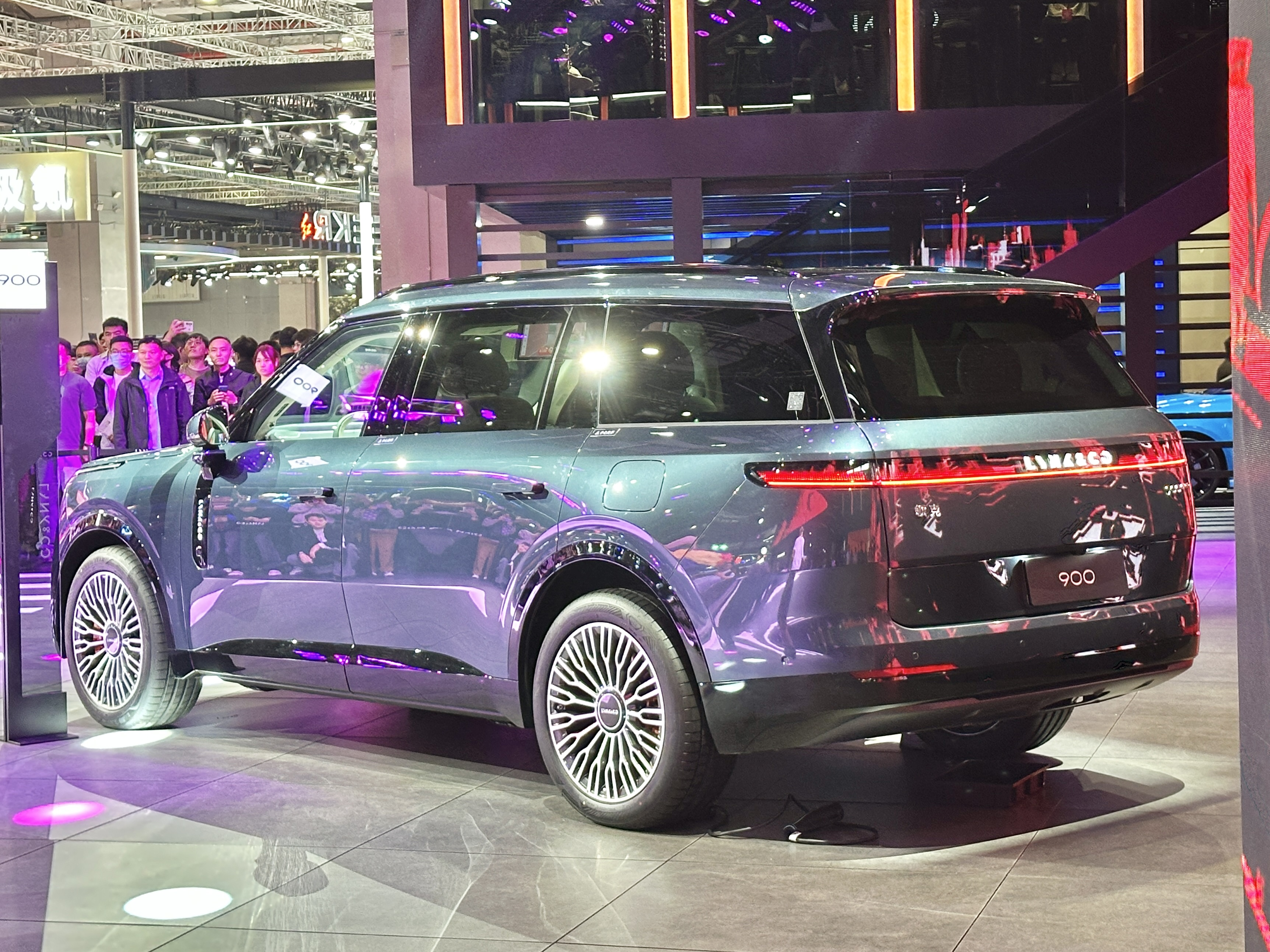
링크 & 코 900의 후면

2025년 1월 3일에 출시되었다. 볼보의 확장 가능 제품 아키텍처 플랫폼을 수정한 차종인 SPA 에보 아키텍처를 기반으로 제작된 이 차량은 6인승 플래그십 SUV로 포지셔닝 되었다. 이 차량은 브랜드의 "도시적 반대 미학"이라는 디자인 언어를 특징으로 한다.